# TC 2000
TC 2000 (pełna nazwa: Turismo Competición 2000) – argentyńska seria wyścigowa samochodów turystycznych, odbywająca się od 1979 roku.

## Samochody

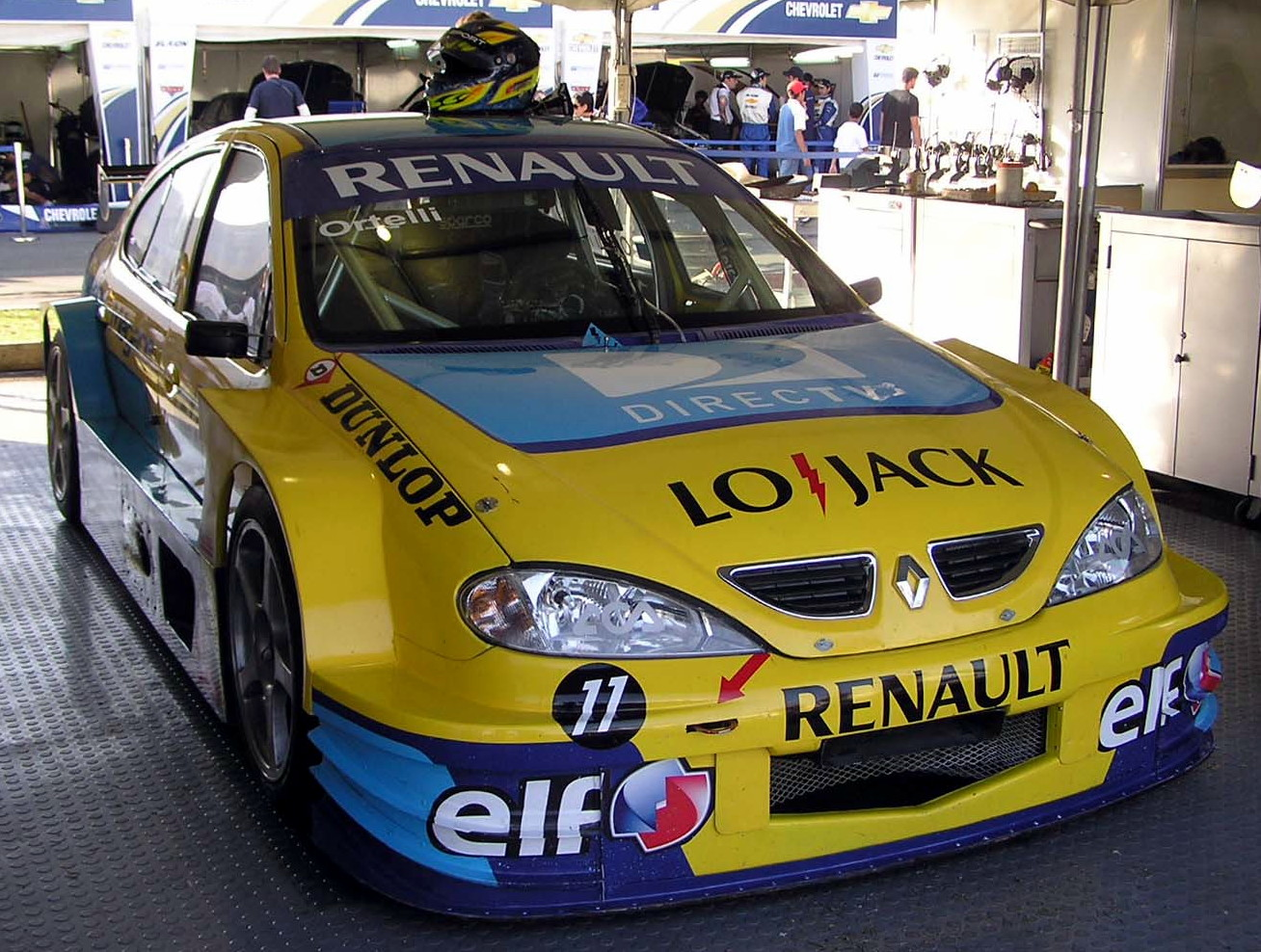
Renault Mégane biorące udział w zawodach TC 2000 w 2006 roku

Zgodnie z regulaminem, pojemność silnika nie może przekraczać 2000 cm³, zabronione są ponadto takie udogodnienia jak ABS czy system kontroli trakcji.
- Chevrolet Astra
- Chevrolet Vectra
- Chrysler Neon
- Fiat Linea
- Ford Focus
- Honda Civic
- Peugeot 307
- Renault Mégane
- Toyota Corolla
- Volkswagen Bora
- Volkswagen Polo

## Tory

### Obecne

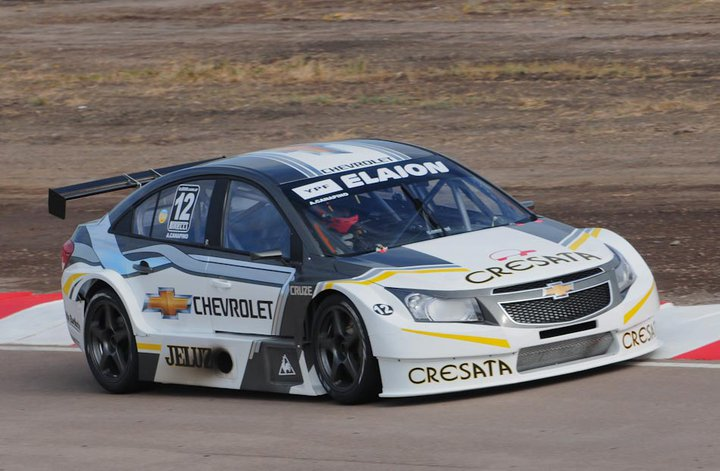
Chevrolet Cruze 2011

- Autódromo Ciudad de Paraná
- Salta
- Autódromo Parque Ciudad
- Santa Fe
- Resistencia
- Autódromo Oscar Cabalén
- Autódromo Juan y Oscar Gálvez
- San Juan
- Oberá
- Autódromo Termas de Río Hondo
- Viedma
- San Martín
- Potrero de los Funes Circuit
- Punta del Este (Urugwaj)

### Dawne
- Bahía Blanca
- Comodoro Rivadavia
- Autódromo Internacional de Curitiba
- Autódromo José Carlos Pace
- San Rafael

## Mistrzowie
| Rok  | Kierowca                   | Samochód                | Zespół                           |
| ---- | -------------------------- | ----------------------- | -------------------------------- |
| 1979 | Osvaldo López              | Peugeot 504             |                                  |
| 1980 | Jorge Omar del Río         | Volkswagen 1500         | Pianetto Competición             |
| 1981 | Jorge Omar del Río         | Volkswagen 1500         | Pianetto Competición             |
| 1982 | Jorge Omar del Río         | Volkswagen 1500         | Pianetto Competición             |
| 1983 | Rubén Luis di Palma        | Volkswagen 1500         | Di Palma Competición             |
| 1984 | Mario Gayraud              | Ford Taunus             | Herceg Competición               |
| 1985 | Rubén Daray                | Ford Sierra             | Akel Competición                 |
| 1986 | Juan María Traverso        | Renault Fuego           | Berta Sport                      |
| 1987 | Silvio Oltra               | Renault Fuego           | Benavidez Competición            |
| 1988 | Juan María Traverso        | Renault Fuego           | Berta Sport                      |
| 1989 | Miguel Ángel Guerra        | Renault Fuego           | Berta Sport                      |
| 1990 | Juan María Traverso        | Renault Fuego           | Berta Sport                      |
| 1991 | Juan María Traverso        | Renault Fuego           | Berta Sport                      |
| 1992 | Juan María Traverso        | Renault Fuego           | Berta Sport                      |
| 1993 | Juan María Traverso        | Renault Fuego           | Berta Sport                      |
| 1994 | Guillermo Maldonado        | Volkswagen Gol          | VW YPF Motorsport                |
| 1995 | Juan María Traverso        | Peugeot 405             | Peugeot Sport                    |
| 1996 | Ernesto Bessone            | Ford Escort             | Esso Competición                 |
| 1997 | Henry Martin               | Ford Escort Zetec       | Ford YPF Berta Motorsport        |
| 1998 | Omar Martínez              | Honda Civic             | Honda Team Pro Racing            |
| 1999 | Juan Manuel Silva          | Honda Civic             | Honda Team Pro Racing            |
| 2000 | Daniel Cingolani           | Ford Escort Zetec       | Ford Repsol YPF Berta Motorsport |
| 2001 | Gabriel Ponce de León      | Ford Escort Zetec       | Ford Repsol YPF Berta Motorsport |
| 2002 | Norberto Fontana           | Toyota Corolla          | Toyota Team Argentina            |
| 2003 | Gabriel Ponce de León      | Ford Focus              | Ford YPF Berta Motorsport        |
| 2004 | Christian Ledesma          | Chevrolet Astra         | Chevrolet Pro Racing             |
| 2005 | Gabriel Ponce de León      | Ford Focus              | Ford YPF Berta Motorsport        |
| 2006 | Matías Rossi               | Chevrolet Astra         | Chevrolet Pro Racing             |
| 2007 | Matías Rossi               | Chevrolet Astra         | Chevrolet Pro Racing             |
| 2008 | José María López           | Honda Civic             | Honda Petrobras                  |
| 2009 | José María López           | Honda New Civic         | Equipo Petrobras                 |
| 2010 | Norberto Fontana           | Ford Focus              | Ford YPF                         |
| 2011 | Matías Rossi               | Toyota Corolla          | Toyota Team Argentina            |
| 2012 | Súper TC: José María López | Ford Focus              | PSG16 Team                       |
| 2012 | TC 2000: Franco Girolami   | Fiat Linea              | Pro Racing                       |
| 2013 | Súper TC: Matías Rossi     | Toyota Corolla – RPE V8 | Toyota Team Argentina            |
| 2013 | TC 2000: Matías Milla      | Fiat Linea              | Pro Racing                       |
| 2014 | Súper TC: Néstor Girolami  | Peugeot 408             | Peugeot Lo Jack Team             |
| 2014 | TC 2000: Matías Milla      | Honda Civic             | RAM Racing                       |